# 리코 네스티
리코 네스티(Rico Nasty, 1997년 5월 7일 ~ )는 미국의 래퍼, 작곡가, 음악 프로듀서이다.

## 음반 목록

### 정규 음반
- Nightmare Vacation (2020)

### 믹스테잎
- Summer's Eve (2014)
- The Rico Story (2016)
- Sugar Trap (2016)
- Tales of Tacobella (2017)
- Sugar Trap 2 (2017)
- Nasty (2018)
- Anger Management (2019; 케니 비츠와 함께)